# حفر كشب
حفركشب أو الحفر هو مركز سعودي تابع لمحافظة المويه، التابعة لمنطقة مكة المكرمة في السعودية، وتبعد 260 كيلو مترًا شمال شرق الطائف. تشتهر بوجود فوهة الوعبة (يُعرف محليًّا باسم مقلع طمية) ويبلغ سكانها حوالي 4000 نسمة تقريبا. تتميز بآثارها كقصر الهلالية وحصون تاريخية، وكذلك بعض العيون الصغيرة ومزارع الخضروات والتمور ويمر من خلالها طريق القصيم- مكة المكرمة السريع حسب تخطيط المشروع.